# Gyarmathi Sámuel
Gyarmathi Sámuel (Kolozsvár, 1751. július 15. – Kolozsvár, 1830. március 4.) orvos, nyelvész.

## Élete
Tanulmányait Kolozsvárott, Nagyenyeden és Bécsben végezte. 1782-ben orvosdoktor lett, és barátjával, Andrád Sámuellel Németországba ment,  mindenütt gyalog utazva. Berlinben ismeretséget kötött Johann Heinrich Samuel Formey-vel, a berlini tudományos akadémia titkárával, és többször is megjelent a tudós társaság gyűlésein. A pénzszükség azonban visszakényszerítette hazájába. Ráday Gedeonnál vállalt nevelői állást, és annak két fiát, Pált és Gedeont tanította és Pozsonyba kísérte. Horpácson fölkereste barátját, Hajnóczit, gróf Széchenyi könyvtárőrét, aki által 1783-ban a gróf ismeretségébe jutott. 
Amikor Rát Mátyás az első magyar hírlapot, a Magyar Hírmondót Pozsonyban 1780-ban megindította, ő is részt vett annak írásában, különösen 1784-ben, mikor a magyar koronát Bécsbe felvitetették. Ő volt az első, aki a Montgolfier fivérek léggömbjét számos néző jelenlétében a pozsonyi piacon felbocsátotta, amit másnap a prímás Batthyány háza előtt megismételt.
Miután megérkezett az ifjú Rádayak új nevelője a külföldi akadémiáról, Gyarmathi 1784-ben Pestre ment, ahol a pesti és budai színháznál súgó volt. A Horea-felkelés elmúltával Erdélybe ment. Itt 1785-ben megnősült, azonban nejétől törvényesen elvált. Leánya később Andrád Elek ügyvéd és iró felesége lett. Báró Radák Ádám, a Rhédey Ádám és Ferenc gondnoka, magához vette orvosnak, ahonnét gróf Bethlen Gergelyhez ment udvari orvosnak, majd 1787-ben Hunyad megye főorvosa lett, és Déván telepedett le. Nemsokára Gyarmathi újra Bethlen Gergely udvarába ment, akinek haláláig szolgálatában volt, ezért fiai is Gyarmathinak holtáig négyszáz forintból álló évi fizetést rendeltek, minthogy ennyi fizetése volt Hunyad megyéből eljöttekor is.
1795-ben másodszor utazott Németországba, mint Bethlen Elek gróf barátja s mentora. Ekkor ismerkedett meg Halléban Forsterrel, Cook útitársával, Jénában Büttnerrel, Weimarban Wielanddal, Schnepfenthalban Salzmannal, Drezdában Adelunggal. Göttingenben két évig lakott s megismerkedett az ottani tanárokkal, Blumenbachchal, Lichtenberggel és Schlözerrel, akikkel hazaérkezte után is levelezésben állott. Stojkovicstól tanulta az orosz, Schlözertől a svéd és dán, Cantalertől az angol nyelvet.

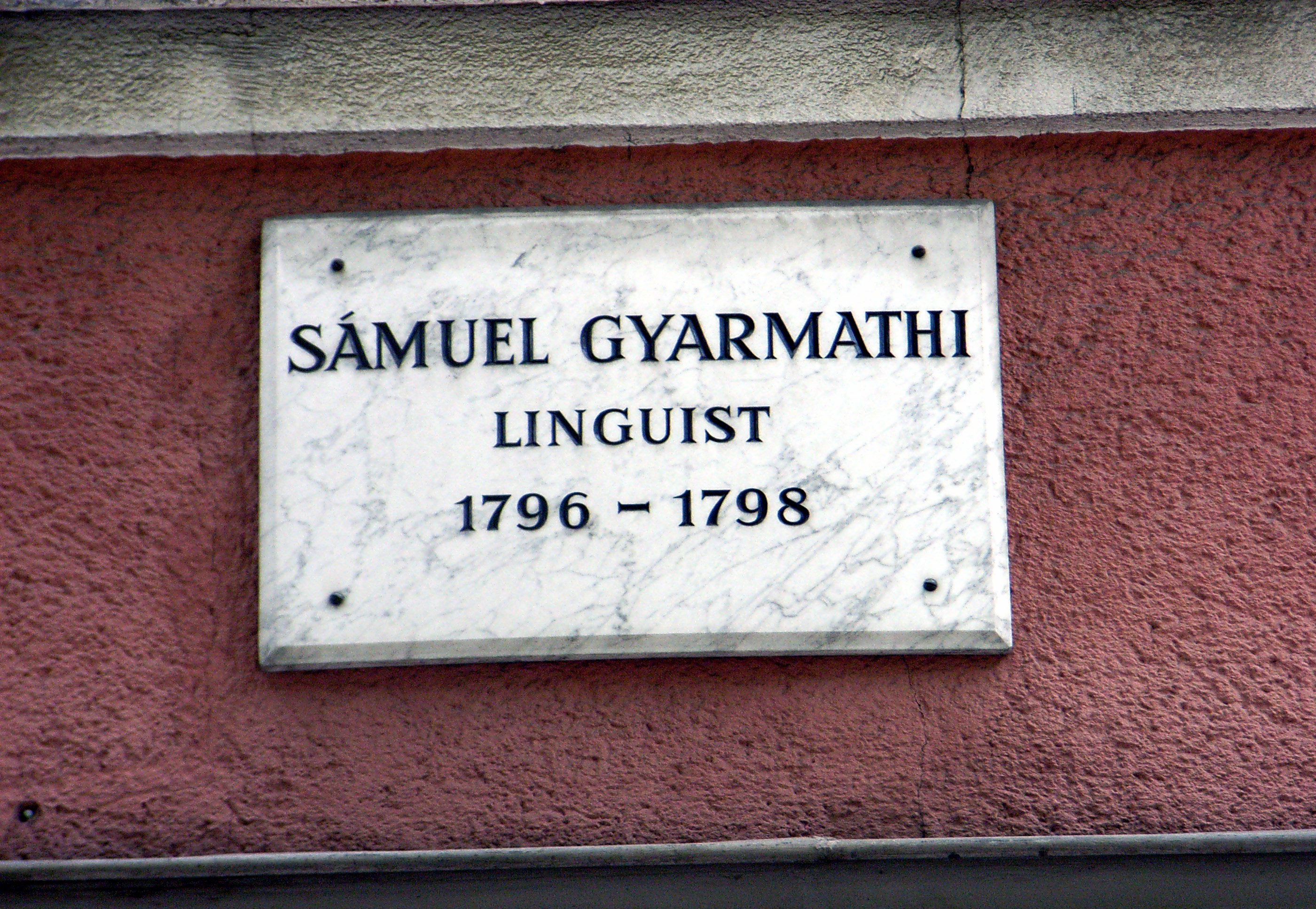
Emléktábla Göttingenben

Gyarmathi jeles mineralógus is volt; a nagyenyedi főiskola számára 425 darab kőzetet vett 1797-ben, melyek jegyzékét is elkészítette. Növendékével Göttingenből háromszor utazott Németország több városába, azután Koppenhágába, s naplót írt ez útjáról (ebből a Nemzeti Társalkodó 1832-ben kivonatot is közölt).
Hazatérése után Bécsben tartózkodott. 1799-ben harmadszor is felutazott; itten különösen Denis barátságának, a múzeumban történt kutatásainál, sok hasznát vette. 1800-ban zilahi tanárnak hívták meg, ahol tíz évig működött. 1810-ben nyugalomra ifj. gróf Bethlen Gergelyhez, Bunra költözött. Végrendeletében a zilahi gimnáziumra hagyta könyvtárát és 800 ezüstforintot. Ismeretes volt az a  kedvtelése, hogy szeretett egyes magánhangzókkal, különösen e-vel beszélni és ezért őt Meszeshegye vén mesterének nevezték.
Kőrösi Csoma Sándorról tudósítást küldött a Tudom. Gyűjteménybe (1820. X.)

## Művei
- Continuatio praelectionum Haenianarum, quam dissertationis inauguralis loco adnuente inclyta facultate medica in… universitate Vindobonensi adnexis thesibus medico-practicis pro gradu doctoratus legitime consequendo exhibet. Viennae, 1782.
- Amerikának feltalálásáról, a gyermekek kedvekért Kampe J. H. által németül írattatott hasznos és kedves könyv, melyet némely hazájok nyelvében gyönyörködők magyarra fordítottak. Kolozsvár, 1793. Három rész. (I. Kolumbus. II. Kortes. III. Pizarró. Névtelenűl.)
- Okoskodva tanító magyar nyelvmester. Kolozsvár és Szeben, 1794. Két kötet. (Amikor Görög Demeter Bécsben 50 arany jutalmat tűzött ki egy magyar nyelvtanra, Gyarmathi is pályázott ezzel a művével és azt az erdélyi országgyűlés 1791-ben felküldötte, de a jutalmat nem nyerte el; azért az ország vette pártfogásába, mikor épen Nátorp 1892-ben 1500 Rftot küldött Bécsből a magyar nyelv előmozdítására, amiért indigenatust nyert és a pénz Gy. munkájára fordíttatott, melyből a nyomtató Hochmeister ezer forintot, a szerző 500 forintot kapott).
- Ifjabbik Robinzon, mely a gyermekeknek gyönyörködtetésekre és hasznos mulatságokra németül Kampe J. H. által irattatott. Magyarra pedig… által fordíttatott a harmadik német kiadás szerint. Kolozsvár, 1794.
- Uj próba a magyar irás módjában. Kolozsvár, 1794.
- Affinitas lingvae hvngaricae cvm lingvis fennicae originis grammatice demonstrata. Nec non vocabvlaria dialectorvm tataricarvm et slavicarvm cvm hvngarica comparata. Göttingae, 1799.
  - Göttingában laktában készült főműve, melyre Büttnerrel való barátságos ismeretsége s a köztük folyt társalgás szolgáltak indító okúl. A göttingai tudós társaság ezen munkája miatt választotta tagjának. Hogy könyve megjelenhetett, abban Lichtenbergnek volt fő érdeme, ki Gyarmathit igen szerette. „Ezen tudós ember társaságát életem leggyönyörűségesebb paradicsomának tartom – Gy. szavai hátrahagyott jegyzéseiben – egy nyavalyája végin tokaji borral gyógyítottam meg nagy gyönyörűségemre.” Ezen munkája európai hírt szerzett neki; ebben a modern összehasonlító nyelvtudomány alapelvei már világosan ki vannak mondva és alkalmazva; Gy. tehát ezzel megelőzte Raskot és Boppot, azért joggal nevezi Gabelentz a nyelvtani összehasonlítás apjának. Elismerőleg írt róla Sylvester de Sacy 1799. jan. 13. Párisból Gy.-nak; ezen franczia levelet a N. Társalkodó 1832. I. 13. sz. hozta, a Jenaer Literatur-Zeitungban 1799. 214. sz. Dobrowszky írt róla dicsérőleg; Koch tanácsos pedig Blumenbachnak írt Sz.-Pétervárról 1798. júl. 26. levelet, melyben szintén magasztalja Gy. érdemeit.
- Vocabularium in quo plurima hungaricis vocibus consona variarum linguarum vocabula collegit… Szótár, melyben sok magyar szókhoz hasonló hangú, idegen nyelvbeli szókat rendbe szedett… Bécs, 1816. Kőrösi Györgynek Magyar- és Erdélyország latin historiáját is ki akarta adni s erről szóló Tudósítása a Bécsi Magyar Merkuriusban (1796. 99. sz.) van, a munka azonban nem jelent meg. Fordította Ziegler Fr. V., Repressalia vagy a tromfot tromffal, érzékeny játék 4 felv. (előadatott Pesten 1810. decz. 31. és 1811–14-ben is).
- Levele Tóth Ferenczhez, 1806. okt. 7. (a m. nemzeti múzeumban), Engelhez 1798. febr. 18. (M. Akadémiai Értesitő 1855. 68.)
- Kéziratban maradtak naplójegyzetei, melyeket e sorokkal végez: Göttingából én hoztam Erdélybe legelébb a sárga krumplit, az úgynevezett Zucker krumplit, mely mind a Luftbalonnál, mind az első magyar tragoediánál becsesebb tárgy előttem. (Kézdivásárhely).

## Emlékezete
Emlékezetének megőrzésére az első jelentős lépést Kállay Ferenc tette, amikor még 1832-ben megírta és a Nemzeti Társalkodó hasábjain közzétette életrajzát, mégpedig Gyarmathi azóta eltűnt naplójának felhasználásával.
A tudós sorsának és életművének korszerű monografikus feldolgozására a zilahi Wesselényi Kollégium tanára, M. Nagy Ottó vállalkozott; az ő könyve (1944) mindmáig a legterjedelmesebb és legrészletesebb Gyarmathi-tanulmány; kiváló szakértelemmel és kritikai érzékkel elemzi Gyarmathi új nyelvhasonlító állásfoglalását, a finnugor nyelvek vizsgálására kidolgozott módszerét, a Göttingában 1799-ben megjelent Affinitas linguae hungaricae cum linguis fennicae originis grammatice demonstrata eredményeit és az életmű úttörő jelentőségét az egyetemes nyelvtudományban. Szabó T. Attila 1960-as tanulmányából tudjuk, hogy Gyarmathi nyelvhasonlításaiban számba vette a magyar nyelv román kölcsönszavait is.
Gyarmathi felvilágosítói munkásságát, „a közvetlen gyakorlati célokért vívott állandó küzdelmét” Jancsó Elemér dolgozta fel. Természettudományos megalapozottságú és a nemzetgazdaság szolgálatába állított tevékenységéről, valamint orvosi munkásságáról Spielmann József emlékezett meg. Zilahi tanári működéséről Benkő Samu közölt ismeretlen adatokat. Tudománytörténeti jelentőségű leveleinek közzétételével Csűry Bálint, Jancsó Elemér, Dani János, Csetri Elek szerzett érdemeket. Gyarmathi Ifjabbik Robinson címmel kiadott Campe-fordításával és a vele kapcsolatosan felmerülő plagizálás kérdésével Benkő Loránd foglalkozott. Murádin László Gyarmathi etimológiáinak hitelességét moldvai csángó népnyelvi adatokkal igazolta.
Születése 230. évfordulóján szülővárosa szabadegyetemén Szabó T. Attila idézte Gyarmathi emlékezetét. Tudománytörténeti jelentőségét így foglalta össze:
„a) Az Okoskodva tanító magyar nyelvmesterben Gyarmathi megteremtette az első olyan magyar leíró nyelvtant, amely a magyar nyelv rendszerét a latin nyelvtől függetlenül s különleges nyelvi sajátosságok figyelembevételével mutatja be; 
b) Nagyon józan, nyelvi tényekre alapított szemlélettel közelítette meg Gyarmathi a nyelvi kölcsönhatás kérdését is, mikor a Vocabulariumban a környező nyelvekből a magyarba bekerült jövevényszó-anyagot tárgyilagosan megjelölte; 
c) E két, csak a magyar nyelvtudomány története szempontjából jelentős érdemén túl Gyarmathi az Affinitasszal egyetemes vonatkozásban is úttörő személyiség: az összehasonlító nyelvtudomány módszerének kezdeményezői közé tartozik.”